# Зажече (Пулавський повіт)
Зажече (пол. Zarzecze) — село в Польщі, у гміні Пулави Пулавського повіту Люблінського воєводства.
Населення — 172 особи (2011).
У 1975-1998 роках село належало до Люблінського воєводства.

## Демографія
Демографічна структура станом на 31 березня 2011 року:
|          | Загалом | Допрацездатний вік | Працездатний вік | Постпрацездатний вік |
| -------- | ------- | ------------------ | ---------------- | -------------------- |
| Чоловіки | 92      | 18                 | 68               | 6                    |
| Жінки    | 80      | 16                 | 54               | 10                   |
| Разом    | 172     | 34                 | 122              | 16                   |